# Observatoire Winer
L'Observatoire Winer est un observatoire astronomique près de Sonoita en Arizona aux États-Unis. C'est un observatoire privé à but non lucratif, géré par Mark Trueblood (ex-employé de NOIRLab) depuis 1983. C'est le site d'un nombre significatif de petits télescopes, parmi lesquels de nombreux télescopes robotiques.